# تومويوكي سوزوكي
تومويوكي سوزوكي (باليابانية: 鈴木 智幸) (مواليد 20 ديسمبر 1985)، هو لاعب كرة قدم ياباني سابق كان يلعب كحارس مرمى.

## وصلات خارجية
- تومويوكي سوزوكي على موقع رابطة كرة القدم اليابانية للمحترفين (اليابانية)
- تومويوكي سوزوكي على موقع قاعدة بيانات كرة القدم.إي يو (الإنجليزية)
- تومويوكي سوزوكي على موقع Soccerway.com (الإنجليزية)
- تومويوكي سوزوكي على موقع عالم كرة القدم.نت (الإنجليزية)